# Кириц
Кириц (нем. Kyritz) — город в Германии, районный центр, расположен в земле Бранденбург.
Входит в состав района Восточный Пригниц-Руппин. Занимает площадь 156,09 км². Официальный код — 12 0 68 264.
Город подразделяется на 12 городских районов.

## Население
| Год  | Население |
| ---- | --------- |
| 1990 | 11 727    |
| 1995 | 11 442    |
| 2000 | 10 847    |
| 2005 | 10 158    |
| 2010 | 9 537     |
| 2015 | 9 100     |
| 2020 | 9 281     |

## Фотографии
- Церковь